# Marulan
Marulan – miasto w Australii, w stanie Nowa Południowa Walia.